# 56 Baza Rakietowa (Chiny)
56 Baza Rakietowa – związek taktyczno-operacyjny Chińskiej Armii Ludowo-Wyzwoleńczej.

## Charakterystyka
56 Baza Rakietowa, będąca odpowiednikiem rosyjskiej armii rakietowej, rozwinięta jest w północnej części Chin w Lanzhou. Jej zadaniem jest utrzymanie chińskiego potencjału jądrowego w gotowości do użycia, wykonanie kontrataków nuklearnych oraz demonstrowanie polityki odstraszania  na kierunku japońskim i Pacyfiku Zachodniego.
W swoim składzie posiada strategiczne i taktyczne środki jądrowe, konwencjonalne siły rakietowe, jednostki łączności, rozpoznania, logistyki i walki elektronicznej.

## Struktura organizacyjna
Baza w swojej strukturze posiada brygady rakietowe oraz bataliony i jednostki zabezpieczenia. W uzbrojeniu posiada rakiety typu DF-21, DF-31 A oraz DF-4, DF-11 i DF-15.
- dowództwo bazy
- 809 Brygada Rakietowa w Datong
- 812 Brygada Rakietowa w Beidao/Tawanli
- 823 Brygada Rakietowa w Korla
- brygada rakietowa (U/I Brigade) w Da Qaidam
- brygada rakietowa (U/I Brigade) w Delingha
- brygada rakietowa (U/I Brigade) w Liuąingkou
- brygada rakietowa (U/I Brigade) w Mahai
- brygada rakietowa (U/I Brigade) w Xining